# 자운서원
자운서원(紫雲書院)은 이이의 위패와 영정이 봉안돼 있는 서원이다. 1973년 7월 10일 대한민국 경기도의 기념물 제45호로 지정되었으나, 대한민국의 사적 제525호 《파주 이이 유적》으로 승격됨에 따라 2013년 4월 12일 경기도 기념물 지정이 해제되었다.

## 개요
효종의 친필 사액으로 세워졌다. 경기도 파주시 법원읍에 있다. 기념관에는 이이와 그의 어머니 신사임당의 유물이 전시돼 있고 인근에 율곡교원연수원과 두루뫼박물관 및 술이홀통일박물관이 있다. 부지(넓이 8만평)가 넓고 자연경관이 수려하고 한적하여 산책을 즐기기에 좋다. 매년 9월에는 율곡문화제가 개최된다.
서원이 들어선 감악산, 자운산 자락에는 율곡이이 묘와 이이의 부모 유품을 비롯해, 신사임당 묘 등의 시도 기념물이 많이 위치해 있다.

## 같이 보기
- 파주 이이 유적 - 사적 제525호
- 이이
- 성혼
- 신사임당
- 박세채
- 송시열
- 이기
- 이행
- 김장생
- 김집

## 참고 자료
- 유연태 (2005년 5월 20일). 《서울근교여행》 초판. 서울: 넥서스BOOKS. 117쪽.
- 임현각, 편집. (2002년 6월 15일). 《전국여행 슈퍼정보》 초판. 서울: (주)교학사. 1쪽.

## 참고 문헌
- 자운서원 - 한국서원연합회